# Mikhail Kukushkin
Mikhail Kukushkin (Volgogrado, 26 de Dezembro de 1987) é um tenista profissional cazaque.
No Challenger de Braunschweig, em junho de 2010, ele venceu na final o brasileiro Marcos Daniel, adentrando ao top 100 do ranking mundial da ATP.
Logo depois, venceu outro Challenger na Rússia e em agosto, foi finalista no Challenger de Istambul.
Em novembro de 2010, surpreendeu ao conquistar seu primeiro título ATP de simples. E isso ocorreu no ATP 250 de São Petersburgo na Rússia, derrotando na final o Russo Mikhail Youzhny, então n° 10 do mundo. Com isso, Kukushkin alcançou a 58° colocação mundial, que é seu melhor ranking na carreira até o momento.
Já em outubro de 2013, foi vice-campeão em simples do ATP 250 de Moscou na Rússia, onde perdeu na final para o francês Richard Gasquet por 6–4, 4–6 e 4–6.
E em janeiro de 2015, foi vice-campeão em simples do ATP 250 de Sydney na Austrália. A primeira final da ATP feita por 2 qualifiers. Na decisão perdeu para o sérvio Viktor Troicki pelas parciais de 6-2 e 6-3.
Suas melhores performances foram na Rússia,local onde fez dois finais no nível ATP. Hoje Mikhail ocupa a 57° posição no Ranking,tendo sua melhor posição 21.7.2014 - 48 do mundo.

## Desempenho em Torneios da ATP

### Finais Simples: (3)

#### Títulos (1)
| Legenda                     |
| --------------------------- |
| Grand Slam (0–0)            |
| ATP World Tour Finals (0–0) |
| ATP Masters 1000 (0–0)      |
| ATP 500 (0–0)               |
| ATP 250 (1)                 |

| Resultado | Nr. | Data                  | Torneio                    | Superfície | Adversário      | Placar        |
| --------- | --- | --------------------- | -------------------------- | ---------- | --------------- | ------------- |
| Campeão   | 1.  | 31 de Outubro de 2010 | ATP 250 de São Petersburgo | Dura (i)   | Mikhail Youzhny | 6–3, 7–6(7–2) |
| Vice      | 1.  | 20 de Outubro de 2013 | ATP 250 de Moscou          | Dura (i)   | Richard Gasquet | 6–4, 4–6, 4–6 |
| Vice      | 2.  | 17 de janeiro de 2015 | ATP 250 de Sydney          | Dura       | Viktor Troicki  | 6-2, 6-3      |